# خدمات تاتا الاستشارية
شركة تاتا للخدمات الاستشارية (بالإنجليزية: Tata Consultancy Services (TCS)) هي شركة تكنولوجيا هندية متعددة الجنسيات متخصصة في خدمات تكنولوجيا المعلومات والاستشارات. يقع مقرها الرئيسي في مومباي، وهي جزء من مجموعة تاتا وتعمل في 150 موقعًا عبر 46 دولة. اعتبارًا من عام 2024، امتلكت شركة تاتا سونز ‏ نسبة 71.74% من شركة خدمات تاتا الاستشارية، وجاء ما يقرب من 80% من دخل أرباح شركة تاتا سونز من شركة خدمات تاتا الاستشارية.
احتلت شركة خدمات تاتا الاستشارية المرتبة السابعة في قائمة فورتشن الهند 500 ‏ لعام 2024. في سبتمبر 2021، سجلت شركة خدمات تاتا الاستشارية قيمة سوقية بلغت 200 مليار دولار أمريكي، لتصبح أول شركة تكنولوجيا معلومات هندية تحقق هذا التقييم. في عام 2012، كانت ثاني أكبر دولة في العالم تستخدم تأشيرات إتش-1ب [الإنجليزية] الأمريكية.

## التاريخ

### 1968–2000

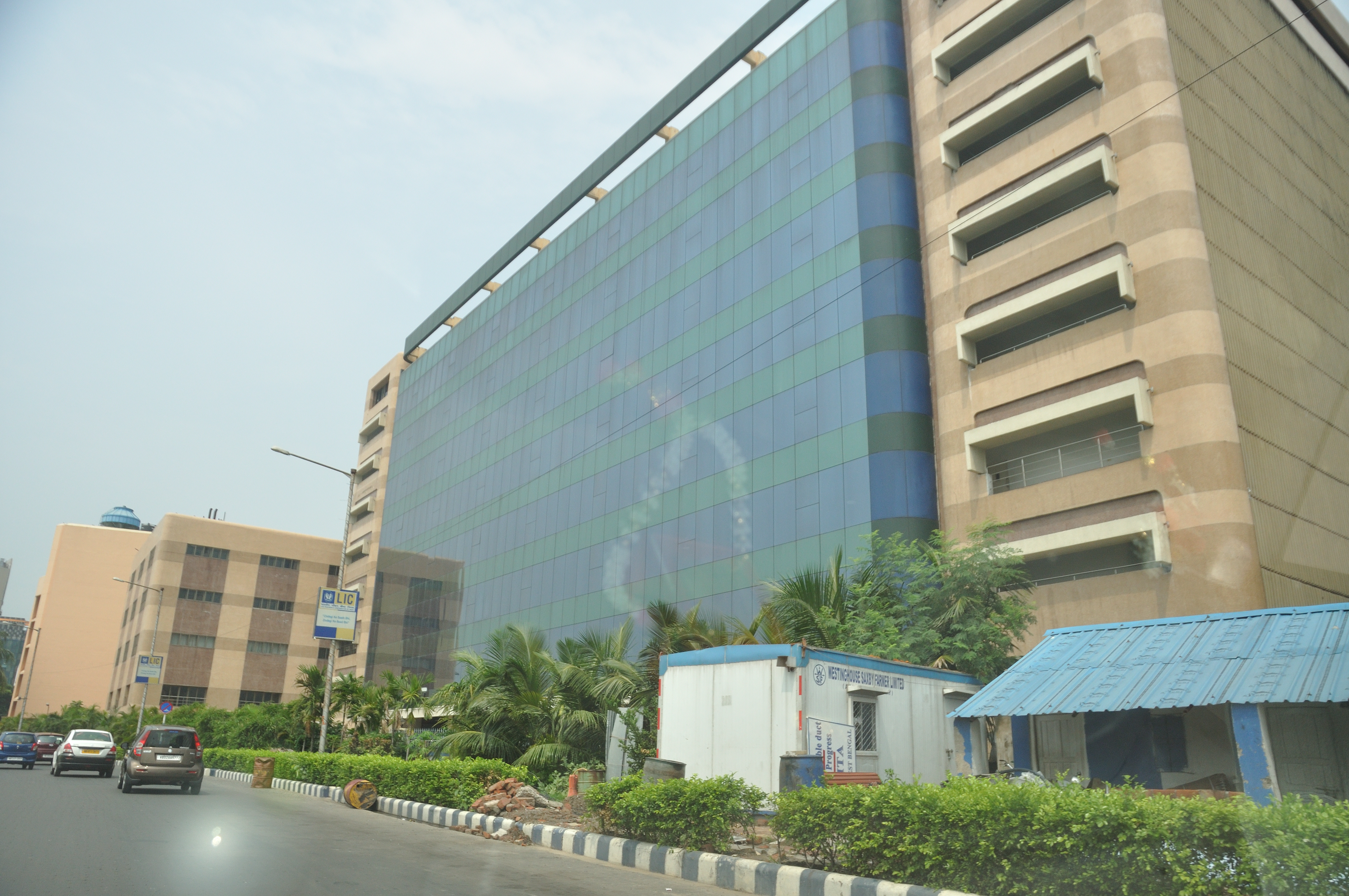
منتزه خدمات تاتا الاستشارية دلتا في قطاع بحيرة سولت ليك الخامس، كلكتا الكبرى

تأسست شركة تاتا للخدمات الاستشارية المحدودة، المعروفة في الأصل باسم أنظمة كمبيوتر تاتا، في عام 1968 على يد شركة تاتا سونز المحدودة ‏. تضمنت العقود الأولية للشركة تقديم خدمات البطاقات المثقوبة لشركتها الشقيقة تيسكو (التي أصبحت الآن شركة تاتا ستيل ‏)، وتطوير نظام المصالحة بين الفروع للبنك المركزي الهندي،  وتقديم خدمات المكتب لصندوق الوحدة الاستئماني في الهند [الإنجليزية].
في عام 1975، نفذت شركة خدمات تاتا الاستشارية نظامًا إلكترونيًا للإيداع والتداول يسمى (بالإنجليزية: SECOM) لشركة إس آي إس سيجا إنترسيتل السويسرية. كما قامت بتطوير نظام X لنظام الإيداع الكندي وأتمتت بورصة جوهانسبرج للأوراق المالية. كما أقامت شركة خدمات تاتا الاستشارية شراكة مع الشركة السويسرية تي كي إس تكنوسوفت، والتي استحوذت عليها لاحقًا.
في عام 1980، أنشأت شركة خدمات تاتا الاستشارية أول مركز متخصص في أبحاث وتطوير البرمجيات في الهند، وهو مركز تاتا للأبحاث والتطوير والتصميم ‏ (TRDDC)، ويقع في بوني. وفي العام التالي، أنشأت أول مركز تطوير خارجي مخصص للعملاء في الهند، والذي تم إنشاؤه لشركة تانديم [الإنجليزية].
توقعًا لمشكلة عام 2000 وإدخال العملة الأوروبية الموحدة (اليورو)، قامت شركة خدمات تاتا الاستشارية بتطوير نموذج مصنع لتحويل عام 2000. كما أنشأت الشركة أيضًا أدوات برمجية لأتمتة عملية التحويل وتسهيل التنفيذ من قبل مطوري الطرف الثالث والعملاء. في أواخر عام 1999، قدمت شركة خدمات تاتا الاستشارية حلول نظام دعم القرار (DSS) إلى السوق المحلية. في عام 1999، سجلت الشركة أيضًا شعارها الأول «ما وراء الواضح».

### 2001–2019

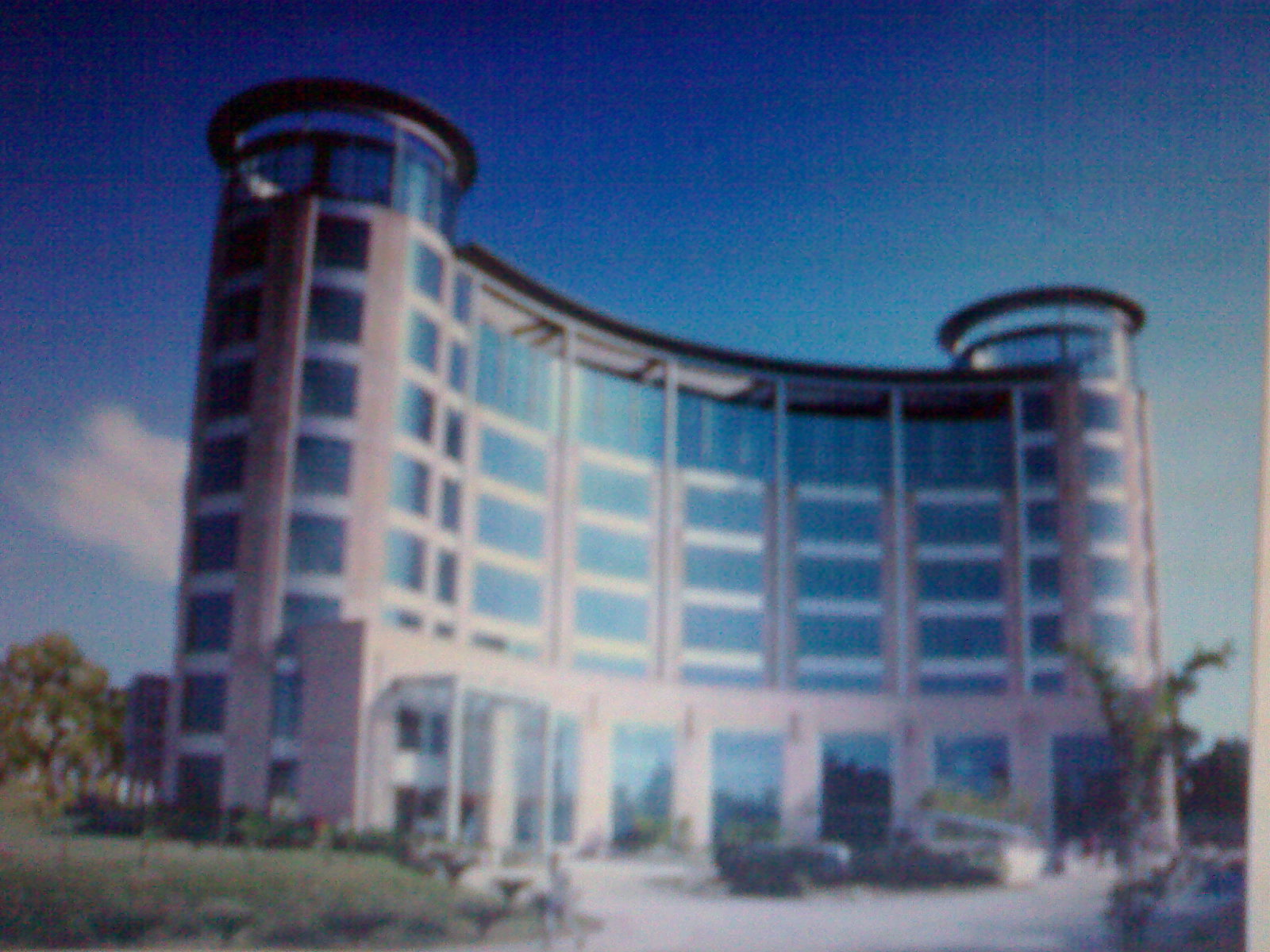
حرم خدمات تاتا الاستشارية في لكناو

في عام 2001، دخلت شركة خدمات تاتا الاستشارية قطاع المعلوماتية الحيوية، وبعد ثلاث سنوات، أطلقت أول منتج للمعلوماتية الحيوية في الهند.
في عام 2003، أصبحت شركة خدمات تاتا الاستشارية أول شركة هندية في مجال تكنولوجيا المعلومات تسجل إيرادات بقيمة مليار دولار. في 25 أغسطس 2004، أصبحت شركة خدمات تاتا الاستشارية شركة مدرجة في البورصة بعد طرحها العام الأولي.
في يوليو 2005، اندمجت شركة تاتا إنفوتيك، والتي كانت حتى ذلك الحين شركة فرعية مختلفة لتكنولوجيا المعلومات تابعة لشركة تاتا سونز ‏، مع شركة تي سي إس في صفقة تبادل أسهم ‏. في وقت لاحق من ذلك العام، قامت شركة خدمات تاتا الاستشارية بتغيير شعارها من «ما وراء الواضح» إلى «تجربة اليقين».
في عام 2006، طورت شركة خدمات تاتا الاستشارية نظام تخطيط موارد المؤسسات لشركة السياحة والمطاعم بالسكك الحديدية الهندية ‏. بحلول عام 2008، كانت عمليات التجارة الإلكترونية الخاصة بها تولد أكثر من 500 مليون دولار أمريكي من الإيرادات السنوية.
في عام 2011، دخلت شركة خدمات تاتا الاستشارية سوق الشركات الصغيرة والمتوسطة بحلول تعتمد على السحابة. في اليوم الأخير من التداول في عام 2011، تجاوزت شركة ريلاينسز إنك. لتحقق أعلى قيمة سوقية لأي شركة مقرها الهند. في السنة المالية 2011-12، حققت شركة خدمات تاتا الاستشارية إيرادات سنوية تجاوزت 10 مليار دولار أمريكي لأول مرة.
في مايو 2013، حصلت شركة خدمات تاتا الاستشارية على عقد مدته ست سنوات بقيمة تزيد عن 11 مليار روبية هندية (180 مليون دولار أمريكي) لتقديم الخدمات إلى وزارة البريد الهندية. في عام 2013، انتقلت الشركة من المركز الثالث عشر إلى المركز العاشر في قائمة شركات خدمات تكنولوجيا المعلومات العالمية من حيث الإيرادات. في يوليو 2014، أصبحت أول شركة هندية ‏ تتجاوز قيمتها السوقية 5 ترليون روبية هندية (83 مليار دولار أمريكي) .  
في يناير 2015، أصبحت شركة خدمات تاتا الاستشارية الشركة الأكثر ربحية في الهند، منهية بذلك سلسلة شركة رليانس للصناعات المحدودة التي استمرت لمدة 23 عامًا.
في يناير 2017، أعلنت شركة خدمات تاتا الاستشارية عن شراكة مع شركة أوروس، وهي شركة متخصصة في تكنولوجيا المدفوعات، لتقديم حلول الدفع لتجار التجزئة من خلال خدمات تاتا الاستشارية متجر أومني، وهي منصة رائدة للتجارة الموحدة للمتاجر. وفي العام نفسه، دخلت شركة خدمات تاتا الاستشارية الصين في مشروع مشترك مع الحكومة الصينية.
في مارس 2018، باعت شركة تاتا سونز أسهم شركة خدمات تاتا الاستشارية بقيمة 1.25 مليار دولار في صفقة بالجملة.
في عام 2019، حصلت شركة خدمات تاتا الاستشارية على أربع جوائز ستيفي في حفل توزيع جوائز الأعمال الأمريكية.

### 2020–الآن
في 8 أكتوبر 2020، تجاوزت شركة خدمات تاتا الاستشارية شركة أكسنتشر من حيث القيمة السوقية، لتصبح شركة تكنولوجيا المعلومات الأكثر قيمة في العالم بقيمة سوقية تزيد عن 144 مليار دولار. في 25 يناير 2021، استعادت شركة خدمات تاتا الاستشارية لفترة وجيزة لقب شركة تكنولوجيا المعلومات الأكثر قيمة في العالم من شركة أكسنتشر بقيمة سوقية تبلغ 170 مليار دولار. في نفس اليوم، أصبحت شركة خدمات تاتا الاستشارية أيضًا الشركة الأكثر قيمة في الهند، متجاوزة شركة رليانس للصناعات المحدودة.
في مايو 2021، تم اختيار شركة خدمات تاتا الاستشارية، بالتعاون مع شريكها في الكونسورتيوم نيروتكنالوجي [الإنجليزية]، من قبل هيئة التعريف الفريدة في الهند (UIDAI) لتوفير التكنولوجيا الحيوية لبرنامج الهوية الرقمية آدهار. وقد وصف بول رومر، كبير الاقتصاديين في البنك الدولي [الإنجليزية]، برنامج «أدهار»، الذي يضم قاعدة بيانات لأكثر من 1.3 مليار مواطن، بأنه «برنامج الهوية الأكثر تطوراً في العالم».
في أكتوبر 2021، أعلن ن. جاناباثي سوبرامانيام، الرئيس التنفيذي للعمليات في شركة خدمات تاتا الاستشارية، أن قيمة أعمال منصاتها ومنتجاتها، بما في ذلك منصاتها القائمة على البرمجيات كخدمة (SaaS)، تُقدر بحوالي 3 مليارات دولار. وأشار إلى أن 95% من الصفقات التي فازت بها خدمات تاتا الاستشارية بين أكتوبر 2020 وأكتوبر 2021 كانت لمنصاتها السحابية والبرمجيات كخدمة (SaaS).
في عام 2021، خضعت شركة تاتا للخدمات الاستشارية لإعادة صياغة علامتها التجارية بما يتناسب مع جيل الألفية، وغيّرت شعارها من «التجربة اليقينية» إلى «البناء على الإيمان». في عام 2021، أصبحت شركة تاتا للخدمات الاستشارية أيضًا واحدة من أكبر شركات توفير الوظائف في الهند، حيث وظفت 43،000 موظف جديد في النصف الأول من السنة المالية 2021-22.

## الاستحواذات
| الاسم                                                      | تاريخ الاستحواذ | الأنشطة                                                           | البلد            | السعر        | الموظفون (عند الاستحواذ) | المصادر              |
| ---------------------------------------------------------- | --------------- | ----------------------------------------------------------------- | ---------------- | ------------ | ------------------------ | -------------------- |
| شركة سي إم سي المحدودة [الإنجليزية]                        | أكتوبر 2001     | البرامج المضمنة [الإنجليزية]                                      | الهند            | $33.9 مليون  | 3،102                    | [ 51 ] [ 52 ] [ 53 ] |
| خدمات الدعم المالي لشركات الطيران في الهند (AFSI)          | يناير 2004      | شركات الطيران والضيافة                                            | الهند            | $5.1 مليون   | 400                      | [ 54 ] [ 55 ]        |
| استشارات تطوير برمجيات الطيران في الهند (ASDC)             | مارس 2004       | خدمات تكنولوجيا المعلومات                                         | الهند            | $3.1 مليون   | 180                      |                      |
| فينيكس جلوبال سوليوشنز                                     | مايو 2004       | استشارات التأمين وعمليات الاستعانة بمصادر خارجية                  | الهند            | $130 مليون   | 400                      | [ 56 ] [ 57 ]        |
| الشركة السويدية الهندية لموارد تكنولوجيا المعلومات (SITAR) | مايو 2005       | خدمات تكنولوجيا المعلومات                                         | السويد           | $4.8 مليون   | n/a                      | [ 58 ] [ 59 ]        |
| مجموعة بيرل [الإنجليزية]                                   | أكتوبر 2005     | التأمين                                                           | المملكة المتحدة  | $94.7 مليون  | 950                      | [ 60 ] [ 61 ]        |
| خدمات الشبكة المالية (FNS)                                 | أكتوبر 2005     | برنامج الخدمات المصرفية الأساسية                                  | أستراليا         | $26 مليون    | 190                      | [ 62 ] [ 63 ]        |
| كوميكروم                                                   | نوفمبر 2005     | الاستعانة بمصادر خارجية لعمليات الأعمال المصرفية                  | تشيلي            | $23 مليون    | 1،257                    | [ 64 ] [ 65 ]        |
| تاتا إنفوتيك                                               | فبراير 2006     | خدمات تكنولوجيا المعلومات                                         | الهند            | $259.2 مليون | 3،600                    | [ 66 ] [ 67 ]        |
| إدارة خدمات تاتا الاستشارية                                | نوفمبر 2006     | خدمات تكنولوجيا المعلومات                                         | أستراليا         | $13 مليون    | 35                       | [ 68 ] [ 69 ]        |
| تي كي إس-تكنوسوفت                                          | نوفمبر 2006     | برامج مصرفية                                                      | تشيلي            | $80.4 مليون  | 115                      | [ 70 ]               |
| سيتي غروب للخدمات العالمية المحدودة                        | ديسمبر 2008     | الخدمات المصرفية والمالية الاستعانة بمصادر خارجية لعمليات الأعمال | الهند            | $512 مليون   | 12،472                   | [ 71 ] [ 72 ]        |
| خدمات سوبرفالو الهند                                       | سبتمبر 2010     | خدمات تكنولوجيا المعلومات واستعانة بمصادر خارجية لعمليات الأعمال  | الهند            | $100 مليون   | 600                      | [ 73 ]               |
| مختبرات الأبحاث الحاسوبية [الإنجليزية]                     | أغسطس 2012      | الحوسبة عالية الأداء                                              | الهند            | $34 مليون    | 80                       | [ 74 ] [ 75 ]        |
| شركة ألتي إس إيه                                           | أبريل 2013      | خدمات تكنولوجيا المعلومات                                         | فرنسا            | $97.5 مليون  | 1200                     | [ 76 ]               |
| مجموعة بريدج بوينت                                         | نوفمبر 2018     | استشارة إدارية                                                    | الولايات المتحدة |              |                          | [ 77 ] [ 78 ] [ 79 ] |
| أنظمة بوستبانك                                             | نوفمبر 2020     | خدمات تكنولوجيا المعلومات                                         | ألمانيا          |              |                          | [ 80 ]               |
| أنظمة براميريكا أيرلندا                                    | ديسمبر 2020     | خدمات تكنولوجيا المعلومات                                         | أيرلندا          |              | 1،500                    | [ 81 ]               |
| منازل دارشيتا الجنوبية الهندية السعيدة                     | مارس 2025       | العقارات                                                          | الهند            | $260 مليون   |                          | [ 82 ] [ 83 ]        |

## العمليات

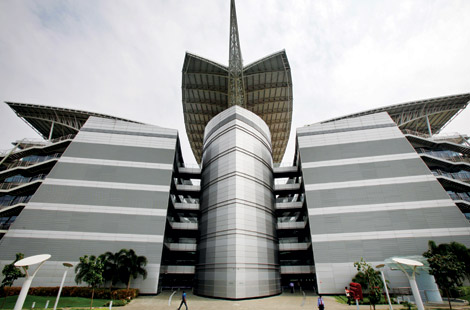
مبنى شركة تاتا للاستشارات في سيبكوت، سيروسيري، تشيناي

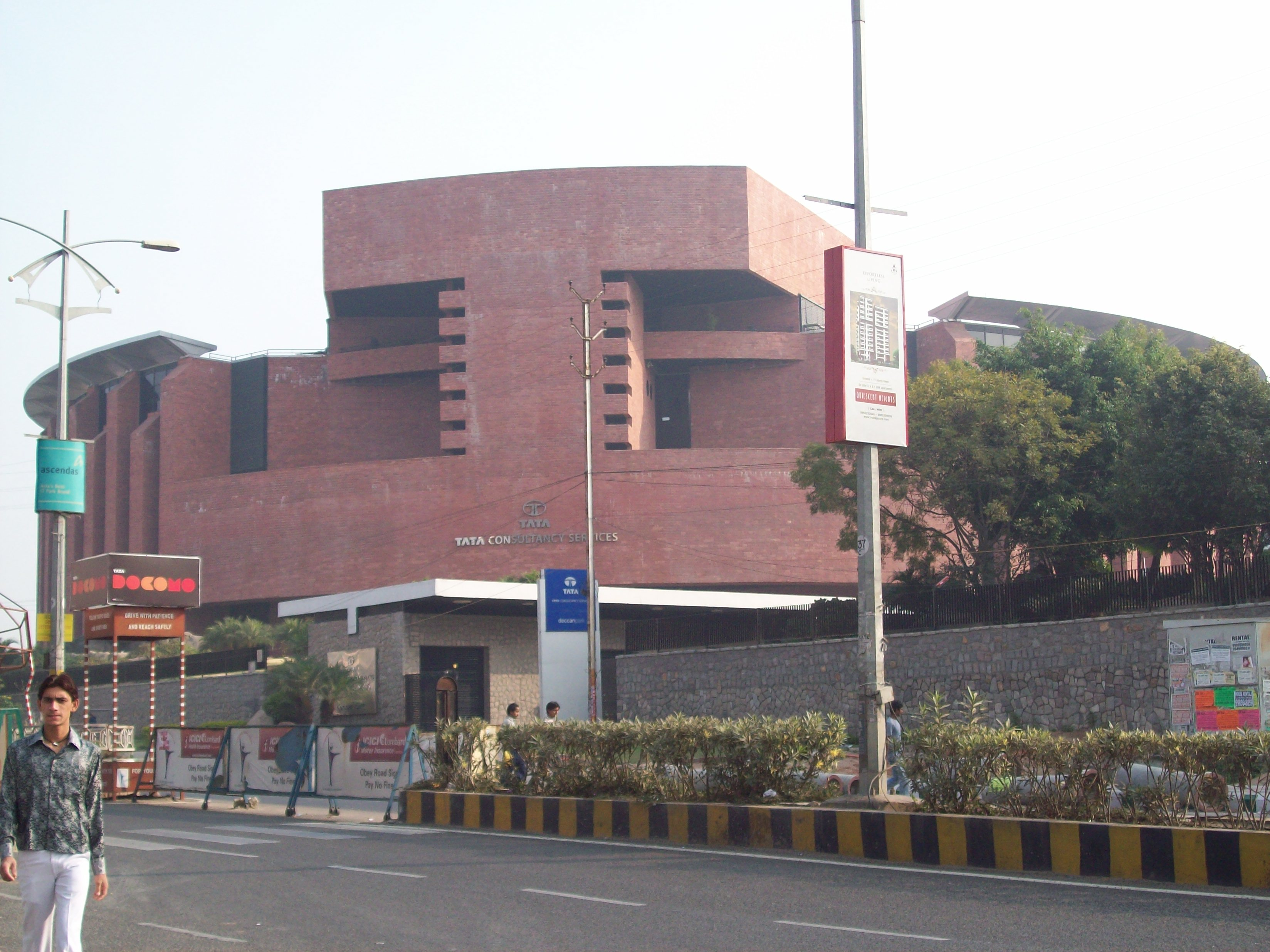
خدمات تاتا الاستشارية، مجمع ديكان بارك في حيدر أباد

اعتبارًا من سبتمبر 2023، كان لدى شركة تاتا للخدمات الاستشارية ما مجموعه 51 شركة تابعة في 55 دولة. اعتبارًا من عام 2024، تعمل شركة تاتا للخدمات الاستشارية من أكثر من 50 دولة وأكثر من 500 مكتب حول العالم. في الهند، تمتلك شركة تاتا للخدمات الاستشارية مراكز تسليم متعددة في المدن الكبرى، بما في ذلك مومباي وبنغالور وتشيناي وحيدر أباد. ولديها عمليات كبيرة في أسواق رئيسية مثل الولايات المتحدة والمملكة المتحدة وكندا وأستراليا وسنغافورة.

### خدمات تاتا الاستشارية لخدمات العمليات التجارية
حقق قسم خدمات العمليات التجارية (BPS) في شركة خدمات تاتا الاستشارية إيرادات بلغت 1.44 مليار دولار أمريكي في السنة المالية 2012  –  2013، وهو ما يمثل 12.5% من إجمالي إيرادات شركة خدمات تاتا الاستشارية. تضم شركة خدمات تاتا الاستشارية لخدمات العمليات التجارية أكثر من 45000 موظف يخدمون أكثر من 225 مليون عميل في 11 دولة. بلغ معدل الاستنزاف في قسم خدمات العمليات التجارية خلال السنة المالية 2012  –  2013 نسبة 19.5%. كما افتتحت الشركة أيضًا منشأة لاستعانة بمصادر خارجية لعمليات الأعمال في الفلبين.

### علوم الحياة والرعاية الصحية
منذ عام 2006، وقعت شركة خدمات تاتا الاستشارية عقودًا كبيرة مع كبرى شركات الأدوية الحيوية الأمريكية بما في ذلك شركة فايزر وإيلي ليلي وشركاءه لتوفير خدمات البحث السريري - إدارة البيانات، والإحصاء الحيوي، والكتابة الطبية. كما تقدم شركة خدمات تاتا الاستشارية خدماتها أيضًا لشركات الأدوية الحيوية الأوروبية مثل لا روش ونوفارتس في مجالات إدارة البيانات السريرية والإحصاء الحيوي والبرمجة السريرية واليقظة الدوائية ودعم أدلة من العالم الحقيقي ‏ لجهود تطوير الأدوية العالمية.

### مركز تاتا للأبحاث والتطوير والتصميم
أنشأت شركة خدمات تاتا الاستشارية أول مركز أبحاث للبرمجيات في الهند، وهو مركز تاتا للأبحاث والتطوير والتصميم، في بوني، في عام 1981. يقوم مركز تاتا للأبحاث والتطوير والتصميم بإجراء أبحاث في هندسة البرمجيات، وهندسة العمليات، وعلم المعلومات الحيوية، وأبحاث النظم. كما قام الباحثون في مركز تاتا للأبحاث والتطوير والتصميم بتطوير ماستر كرافت (وهو الآن مجموعة من أدوات الرقمنة والتحسين)، وهو برنامج تطوير قائم على النموذج ‏ يمكنه إنشاء أكواد تلقائيًا بناءً على نموذج البرنامج، وإعادة كتابة الأكواد بناءً على احتياجات المستخدمين. وقد أسفرت الأبحاث في مركز تاتا للأبحاث والتطوير والتصميم أيضًا عن تطوير سوجال، وهو جهاز لتنقية المياه منخفض التكلفة، ويمكن تصنيعه باستخدام الموارد المتاحة محليًا. قامت شركة خدمات تاتا الاستشارية بنشر الآلاف من هذه المرشحات خلال كارثة تسونامي المحيط الهندي عام 2004 كجزء من أنشطة الإغاثة الخاصة بها. تم تسويق هذا المنتج في الهند باسم تاتا سويتش ‏، وهو جهاز تنقية مياه منخفض التكلفة.

### مختبرات الابتكار

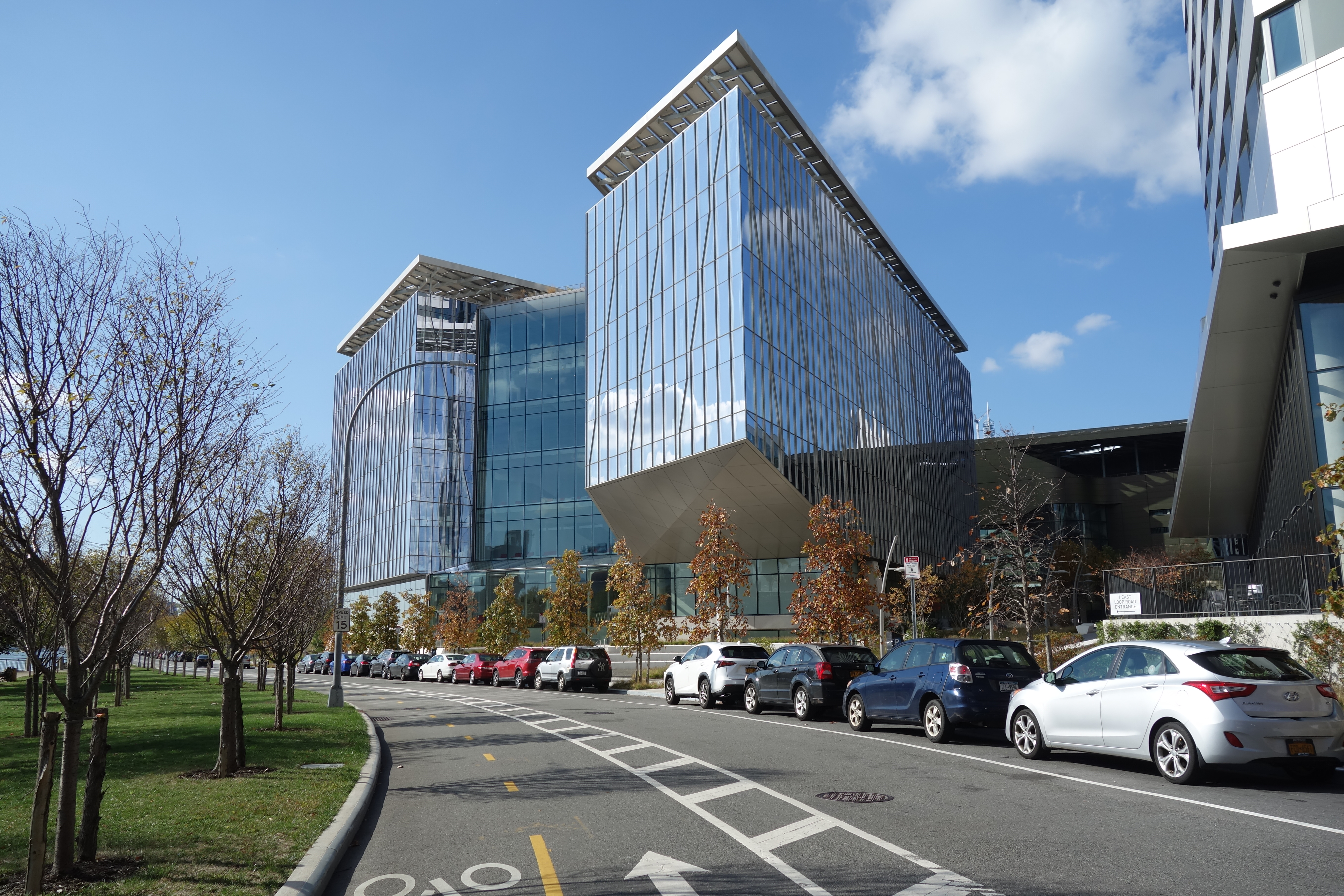
مركز تاتا للابتكار في حرم جامعة كورنيل للتكنولوجيا في مدينة نيويورك

في عام 2007، أطلقت شركة خدمات تاتا الاستشارية شبكة الابتكار المشترك الخاصة بها، وهي شبكة من مختبرات الابتكار، وتحالفات الشركات الناشئة، وأقسام الأبحاث الجامعية، ورؤوس الأموال الاستثمارية. بالإضافة إلى ذلك، تمتلك شركة خدمات تاتا الاستشارية 19 مختبرًا للابتكار في ثلاث دول. ومن بين شركاء شركة خدمات تاتا الاستشارية شركة كولاب نت وكاسات، والمؤسسات الأكاديمية مثل المعاهد الهندية للتكنولوجيا وستانفورد ومعهد ماساتشوستس للتقانة وجامعة كارنيغي ميلون، ورؤوس الأموال الاستثمارية مثل سيكويا وكلاينر بيركنز.

## الموظفين
تُعد شركة خدمات تاتا الاستشارية واحدة من أكبر شركات التوظيف في القطاع الخاص في الهند، وتحتل المرتبة الرابعة بين أكبر شركات التوظيف بشكل عام، بعد السكك الحديدية الهندية، والجيش الهندي، والبريد الهندي. اعتبارًا من 8 يوليو 2022، كان لدى خدمات تاتا الاستشارية أكثر من 600،000 موظف. اعتبارًا من 31 مارس 2013، بلغ عدد الموظفين غير الهنود العاملين لدى شركة خدمات تاتا الاستشارية 21،282 موظفًا، وهو ما يمثل 7.7% من القوى العاملة.
في عام 2008، كانت شركة خدمات تاتا الاستشارية خامس أكبر متلقي لتأشيرات إتش-1ب في الولايات المتحدة، بعد إنفوسيس وكوجنزيت وويبرو وساتيام. في عام 2012، كانت شركة خدمات تاتا الاستشارية وشركات أخرى تابعة لمجموعة تاتا ثاني أكبر المتلقين لتأشيرات إتش-1ب.
كتب سوبرامانيام رامادوراي، الرئيس التنفيذي السابق لشركة خدمات تاتا الاستشارية، كتابًا عن سيرته الذاتية بعنوان قصة خدمات تاتا الاستشارية... وما بعد ذلك حول تجاربه مع الشركة.

### قائمة الرؤساء التنفيذيين
| المدير التنفيذي                    | مدة الخدمة    |
| ---------------------------------- | ------------- |
| نادي إف سي كوهلي ‏                  | 1968–1996     |
| سوبرامانيام رامادوراي [الإنجليزية] | 1996–2009     |
| ناتاراجان شاندراسيكاران ‏           | 2009–2017     |
| راجيش جوبيناثان ‏                   | 2017–2023     |
| ك. كريثيفاسان                      | 2023–حتى الآن |

## الرعايات
شركة خدمات تاتا الاستشارية هي الراعي الرئيسي لماراثون تورنتو ووترفرونت ‏، وماراثون لندن، وماراثون أمستردام، وماراثون مومباي ‏، وليدينجولوبيت [الإنجليزية]، وماراثون مدينة نيويورك وأحد رعاة سيتي تو سيرف ‏، ومهرجان الجري الأسترالي، وماراثون برلين، وماراثون شيكاغو، وماراثون بوسطن. في الهند، هي الراعي الرئيسي لسباق وورلد 10 كيه ‏ الذي يقام في بنغالور كل عام.
كانت شركة خدمات تاتا الاستشارية راعيًا لفريق الدوري الهندي الممتاز راجستان رويالز منذ عام 2009. كما يوفر للفريق التكنولوجيا للمساعدة في تحليل أداء اللاعبين، والمحاكاة، واستخدام علامات تحديد الهوية بموجات الراديو لتتبع مستويات اللياقة البدنية للاعبين ولأغراض أمنية في الملاعب.
تجري شركة خدمات تاتا الاستشارية اختبارًا سنويًا في مجال تكنولوجيا المعلومات لطلاب المدارس الثانوية يسمى خدمات تاتا الاستشارية لتكنولوجيا المعلومات. كما ترعى شركة خدمات تاتا الاستشارية حاليًا فريق سباقات جاكوار ‏ في فورمولا إي وفريق ناكاجيما ريسينغ ‏ في سوبر فورمولا [الإنجليزية].

## الخلافات

### دعوى قضائية جماعية في الولايات المتحدة
في 14 فبراير 2006، رفعت شركة المحاماة الأمريكية ليف كابراسر [الإنجليزية] دعوى قضائية جماعية على مستوى البلاد ضد شركة خدمات تاتا الاستشارية فيما يتعلق بالمدفوعات للموظفين المنتدبين. تم رفع هذه الدعوى القضائية نيابة عن جميع المواطنين غير الأميركيين العاملين لدى شركة خدمات تاتا الاستشارية في كاليفورنيا من 14 فبراير 2002 إلى 30 يونيو 2005. وزعم العمال أنهم أُجبروا على التنازل عن استرداد الضرائب الفيدرالية والولائية لصاحب عملهم وأن رواتبهم الهندية تم خصمها بشكل غير قانوني من أجورهم في الولايات المتحدة. في 22 فبراير 2013، وافقت شركة خدمات تاتا الاستشارية على تسوية الدعوى الجماعية بمبلغ 30 مليون دولار. وفي يوليو/تموز 2013، منحت القاضية كلوديا ويلكن [الإنجليزية] من المحكمة الجزئية الأميركية للمنطقة الشمالية من كاليفورنيا [الإنجليزية] في أوكلاند، كاليفورنيا، الموافقة النهائية على تسوية الدعوى القضائية.

### دعوى قضائية بشأن الأسرار التجارية
في دعوى قضائية رفعتها في أكتوبر 2014 في المحكمة الجزئية الأمريكية في ماديسون، اتهمت شركة أنظمة ‏ إيبك [الإنجليزية] شركة خدمات تاتا الاستشارية وشركة تاتا أمريكا الدولية «بسرقة الأسرار التجارية والمعلومات السرية والوثائق والبيانات» التي تنتمي إلى شركة إيبك. تم تعديل هذه الدعوى في شهري يناير وديسمبر 2015. في أبريل 2016، فرضت هيئة محلفين أمريكية غرامة قدرها 940 مليون دولار أمريكي على شركة خدمات تاتا الاستشارية وشركة تاتا أمريكا الدولية في قضية الأسرار التجارية، والتي تم تخفيضها إلى 420 مليون دولار أمريكي في عام 2017. في عام 2020، قضت محكمة الاستئناف بأن مبلغ 280 مليون دولار أمريكي كتعويضات عقابية كان «مفرطًا من الناحية الدستورية»، لكنها أيدت الجزء المتبقي من مبلغ 140 مليون دولار أمريكي كتعويضات تعويضية. وانتهت القضية في نوفمبر 2023، حيث وافقت شركة خدمات تاتا الاستشارية على دفع مبلغ 125 مليون دولار أمريكي.

### ادعاءات التحرش الجنسي
في عام 2019، قدم أحد الموظفين شكوى إلى محكمة العمل في كانشيبورام، زاعمًا أن لجنة الشكاوى الداخلية في شركة تاتا للاستشارات تعاملت بشكل سيئ مع قضية تحرش جنسي. وعلى الرغم من الموافقة على القضية، لم يحدث أي تقدم كبير على مر السنين، حيث اتهم العامل الشركة بتأخير التحقيقات. كما أبلغ العامل عن عمليات نقل غير مبررة وأشكال أخرى من الانتقام المزعوم في مكان العمل، بما في ذلك في مراجعات الأداء.